# Wormaldia shawnee
Wormaldia shawnee är en nattsländeart som först beskrevs av Ross 1938.  Wormaldia shawnee ingår i släktet Wormaldia och familjen stengömmenattsländor. Inga underarter finns listade i Catalogue of Life.